# 자라풀

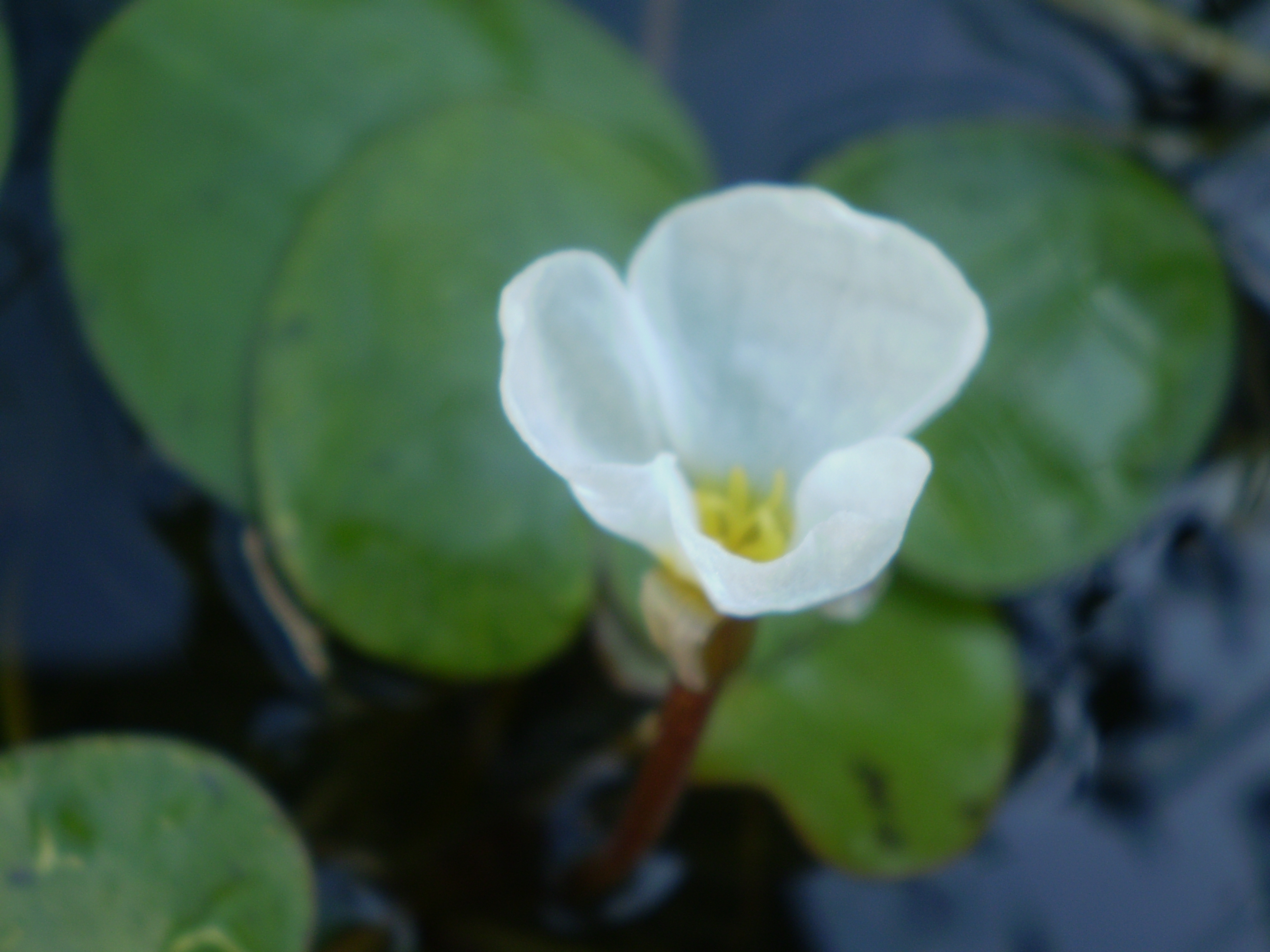

자라풀은 자라풀과의 여러해살이풀로 학명은 Hydrocharis dubia이다.

## 특징
물속줄기는 옆으로 뻗는데, 마디에서는 여러 개의 물에 뜨는 부수엽이 나온다. 잎은 심장 모양으로 긴 잎자루를 가지고 있으며 뒷면의 중심부에 공기 주머니가 있어 잘 뜰 수 있다. 꽃은 흰색의 단성화로, 3개의 꽃받침조각과 꽃잎을 가지고 있다. 수꽃은 잎겨드랑이게 2-3개가 달리는데, 꽃자루가 가늘고 6-9개의 수술을 가지며, 그 중 3-6개는 꽃밥이 발달하지 않고 흔적만이 남아 있는 헛수술이다.